# Chemillé-sur-Dême

Chemillé-sur-Dême este o comună în departamentul Indre-et-Loire, Franța. În 1 ianuarie 2022 avea o populație de 707 de locuitori.